# سیارک ۱۷۸۹۹
سیارک ۱۷۸۹۹ (به انگلیسی: 17899 Mariacristina، نامگذاری:1999FD19) هفده هزار و هشتصد و نود و نهمین سیارک کشف شده‌است که در ۲۲ مارس ۱۹۹۹ کشف شد.
قدر مطلق سیارک برابر ۱۴.۱ است.